# Сутиски (селище)
Су́тиски — селище, центр Сутисківської селищної громади Вінницького району Вінницької області. Розташоване за 27 км від Вінниці.

## Географія
До селища Тиврів можна дістатися автошляхом Т 0216, який переходить у Т 0212. Шлях до області пролягає в основному по автошосе Т 0212

## Назва
У давнину часто вживалося нині призабуте слово «Сутисок» із наголосом на першому складі, за словником «Сутисок» (чол. роду) — дуже вузька, тісна вулиця, тісний прохід між будівлями, тинами, вузький провулок, що можливо знайшло своє застосування в назві села Сутиски і це найвірогідніша версія походження назви селища.
Інша версія походження назви села має легенду, ніби на місці майбутніх Сутисків проходили часті бійки та сутички (звідси назва Сутиски) між тиверцями (звідси і назва Тиврів (Тивер) та іншим населенням (можливо уличів), яке на них дуже гнітилося (звідси назва Гнівань).

## Історія
У 7 ст. до н. е. територія цього краю була заселена у значній мірі скіфами-орачами. До пам'яток скіфської доби належать кургани та городища. Всіяні курганами і поля Тиврівщини. Ще на початку XX століття дослідник Поділля Сеніцький С. Е. виявив і описав ряд курганів біля села Борскова та великий курган між Сутисками та Ворошилівкою. У наукових працях Дмитра Дорошенка, Михайла Грушевського ми знаходимо повідомлення, що між Дністром і Південним Бугом поселилися племена землеробів — уличів та тиверців. Швидкими темпами тут розвивалось господарство і будівельна справа.
У період феодальної роздробленості землі Поділля входили до складу Галицько-Волинського князівства, проте це тривало недовго, тому що розпочалося монголо-татарське вторгнення. У 1259 році Поділля було підкорене завойовниками. На загарбаній території цього краю монголо-татари встановили податкові округи, так звані тьми, які об'єднувалися в улус, за яким закріпилась назва Подільський.
У період литовської доби, родині дворян Дашкевичам дісталася Тиврівська округа. Ймовірно, що Сутиски частково дісталась Дашкевичам, Галевичам, Слупичам та інш. У державному архіві Вінницької області зберігається документ «О личбе селян Подольских», в якому за 1551 рік вперше згадується про село Сутиски. У 1593 році відбулося повстання Косинського, повстанці намагалися захопити село, проте сигнали дзвонів врятували мешканців від грабежу і насилля. В 1611 році була визначена межа між Тивровом і Сутисками.
У 1648—1654 рр відбулися події національно-визвольної війни під проводом Б.Хмельницького. Для організації народних мас гетьман розіслав козацькі полки. На Поділля вирушив Максим Кривоніс. Данило Нечай формує Брацлавський полк з 22 сотень чисельністю 2662 козаки, у Краснянську сотню входили козаки Тиврова, Сутисків та інших навколишніх сіл. Але після невдалих битв козаків, населення Сутисків і Тиврова почало знищуватися. Гетьман польських Калиновський 10 березня 1651 року йдучи на Вінницю заночував у селі Сутиски (за мемуарами Станіслава Освецим). Згідно Гадяцького договору 1658 року цей край було знову віддано польській короні.
Нового розмаху набуває гайдамацький рух на Поділлі. Документи свідчать, що у 1713 році гайдамаки з'являються біля Пиляви і Сутисків. Відомо, що сутисківськими землями і селом володіла родина Ярошевських.
На початок XVIII століття починає відроджуватися господарське життя. Важливу роль починають відігравати торгові центри у Ворошилівці та Тиврові, куди сутисчани постійно вивозили на продаж вироби з металу, дерева, конопель та льону, зерно і худобу. Пан Ярошинський примушував місцевих жителів вирубувати ліси для спалення і виготовлення поташу.
На початку XIX століття власником сутисківських земель став граф Потоцький Ф. І. В книзі «Труды Епархиального историко-статистического комитета» знаходимо таке повідомлення: «Сутиски — Старая — расположено при р. Бугь………Жители села по преимуществу малороссы, занимаються земледелиями и садоводствомь»
Російські війська які прийшли в сюди наприкінці XVIII століття принесли лише голод та чуму. Особливо страшна чума охопила Тиврівщину у 1773 році. Кожного дня в Сутисках помирали люди, майно їх спалювалися, а худоба — знищувалася. 90 % всього населення перебувало в кріпосній залежності. Це був найбільший показник серед губерній України. Після земельної та селянської реформи 1861 року більшість сутисчан мали земляні наділи 1-2 десятини, що примушувало їх займатися рибальством, чумакуванням, ткацтвом, та сезонними роботами в панських маєтках. Д. П. Пойда в монографії «Селянський рух на Правобережжі України» наводить приклад судової розплати царських властей над селянами Сутисків, які самовільно рубали панський ліс у поміщиків Бекерс, спалили скирту з хлібом і конюшню. В цей час у селі проживали сім'ї: Бєлінських, Кофанових, Собків, Кошівських, Кашоварових та інші.
Граф Дмитро Федорович Гейден, купив у розореної графині Ю. Бекерс 1500 десятин землі та лісу на південних околицях Слободи Сутисківської, закопав перший камінь двоповерхового палацу на краю гранітної скали біля річки Південний Буг. Тут на мальовничих схилах річки було закладено парк з унікальним ландшафтом, який за своєю архітектурою не поступався парку в м. Біла Церква, дерева та екзотичні квіти були завезені з Німеччини та Італії. В цей час у Сутисках Гейден побудував виноробний завод, який у 1882 році вже мав паровий двигун.
Наприкінці XIX століття в Сутисках налічувалося 2933 жителів. Майже усі вони були неписьменні. Першим навчальним закладом села була церковно-приходська школа, яка була відкрита в 1882 році. Що важливо, вперше на Поділлі телефонним зв'язком були з'єднані Сутиски — Тиврів — Шершні. Двоповерхове шкільне приміщення було побудоване в 1899 році на кошти місцевих багатіїв, головою якого був граф Гейден. Тут було відкрито двокласне учительське училище та були побудовані гуртожитки. У Сутисках в 1867 році було збудовано церкву Архістратига Михаїла, а в 1874 році було збудовано дерев'яну церкву Миколи Чудотворця. При сприянні графа Гейдена за кошти земства було побудовано кам'яне приміщення першої земської лікарні, в якій працював один лікар.
На початку XX століття економіка і сільське господарство Сутисків розвивалося швидкими темпами. Революційні події 1905—1907 років не обминули і цього краю. Виступили працівники млинів та гуральні Сутисків, для придушення цього виступу граф Гейден викликав солдат.
Перша світова війна принесла трудящим Сутисків великі труднощі та бідування. За час війни посівна площа скоротилася на 25 %. Було мобілізовано багато робітників, в першу чергу селян, водночас для потреб фронту забрали багато коней і не було чим обробляти землю. Підвищились ціни на предмети першої необхідності. Десятки сутисчан не повернулися з фронту, поклали свої молоді голови за Царя і Вітчизну. У березні 1918 року територію цього краю окупували війська союзників Німеччини та Австро-Угорщини, тут були їхні військові частини. Повстання місцевих мешканців тривало весь час коли існувала гетьманщина. В цей час головою сільської ради було обрано Н. Петриченка. В книзі «Поділля в роки громадянської війни» наводиться цікавий документ про те, що в Сутиски прибула польська військова частина в кількості 200 чоловік, гарматами та кулеметами, які силою захопили сільську управу та вимагали від населення хліба та фуражу. У 1921-22 роках на територію Михайлівського лісу (неподалік Сутисків) діяли повстанські загони «Сидіра» та «Куцого» в кількості близько 12 чоловік. 15 травня 1921 року загін Сидора здійснив безкровний напад на склад Сутисківського сільського господарського технікуму. 12 листопада 1925 року селяни зібралися на сходку і вирішили написати колективного листа до московської газети «Известия», в якому вони просили дати їм відповідь: «Чому нас розкуркулюють?». Багато сутисчан було розстріляно або вислано, так сім'ю Мазуренків було вислано до Онитківців, Прусака Івана — в Гуту Краснянську. Майже всю земля було віддано сутисківському колгоспу ім. Леніна, який був створений у грудні 1928 року. Першими головами колгоспів були Мельник М, Медведьов М, Драчук В, Заболотний, Підкапка, Поліщук, Заремба, Грищук. В колгоспах колгоспники вирощували пшеницю, жито, просо, гречку, овес, ячмінь, цукрові буряки.
Голодомор 1932—1933 років не оминув і Сутисків. Покійний житель селища Мельник Василь Михайлович розповідав, як він в дитинстві страшенно хотів їсти, його батько використовував для їжі печений хрін, кору дуба і жолуді, а його спасло від голоду те, що батьки влаштували його в дитячі ясла, де діти колгоспників одержували ріденький суп і десять грамів хліба. З розповідей сутищан відомі випадки людоїдства, особливо весною 1933 року. Біля 120 чоловік в Сутисках померло в ці страшні роки, особливо багато померло дітей і людей похилого віку. До 1933 року було колективізовано 900 господарств або 67 % усіх. У 1932 році в Сутисках було створено МТС, першим директором став Рудковський. На перших порах МТС було укомплектовано 5-ма тракторами «Фордзон» та 19-ма тракторами «Мак-Калік». У 1926 році в Сутисках на базі колишнього спиртзаводу і паперової фабрики на річці Південний Буг було побудовано ГЕС, яка мала дві турбіни загальною потужністю 150 кіловат кожна. Це була одна з перших сільських ГЕС на Україні. У 1934 році при ГЕС була відкрита невелика майстерня по ремонту трансформаторів. З 1935 по 1939 рік відбулися масові репресії по всій Україні. Так у доповідній записці Тиврівського РК КП(б)У 1 грудня 1935 року було зазначено, що в Сутисках було виявлено 8 петлюрівців, 5 куркулів, аферистів — 4, троцькістів — 1, всього інших шкідливих елементів — 18. Другу, так звану, організацію «ворогів народу» викрили в Сутисках у 1937 році (всього 7 сутисчан). У 1937 році був розстріляний у м. Вінниця агроном Сутисківської МТС Нарушевич Володимир. Його синові Віктору — майбутньому поету, не було ще й 30 днів від роду, а він уже став «сином ворога народу».
В політико-економічній характеристиці краю за 1938 рік відмічається значне зростання промислового виробництва. В цей час тут діяв 21 млин, з них 4 вальцьових, млин в Сутисках випускав декілька сортів борошна, 10 млинів працювали в селах району простого помолу.
Мирну працю було перервано віроломною війною, яку розпочало нацистське командування Німеччини. Місцевий мешканець О. Сакін так описує ці події: «Червона Армія відступала. Ворог захопив Львів, Житомир, Бердичів. Через село тягнулися валки евакуйованих біженців, гурти колгоспної худоби, разом з ними — жахливі чутки…». 17 липня село окупували німці. З перших днів вони почали встановлювати свою владу. Комендантом села був призначений обер-лейтенант Баєр, старостою села був поставлений Кошівський Сергій. Із Сутисків за роки окупації, яка тривала 973 дні, було вивезено десятки місцевих жителів. В центрі села для потреб німців працював радіовузол. В селі активно діяла група сільських патріотів, яку очолив вчитель місцевої школи Коваль В. М. Влітку 1943 року патріоти — підпільники розгромили сільську управу, знищили радіовузол і спалили списки молоді, яких мали відправляти в Німеччину. Передвісником визволення краю від німецьких загарбників став героїчний січневий рейд танкістів Першої танкової бригади під командуванням Героя Радянського Союзу генерала Катукова. Важливим було й те, що інший берег річки Південний Буг належав Румунії, там була так звана «Велика Трансністрія», іноді між румунськими прикордонниками і німцями виникали конфлікти, особливо в 1944 році. Одним із цих конфліктів скористалися танкісти Горелова, які розгромили німецькі гарнізони в Тиврові, Сутисках, Гнівані, Шершнях, Борскові та почали наступ на Жмеринку. Один з танків Т-34 не впорався з керуванням і на сутисківській греблі впав у річку Буг, всі 4 танкісти загинули (всі вони поховані на братській могилі в центрі села). 11 січня 1944 року поблизу села  Проте гітлерівцям вдалося відбити село і навколишні землі.11 січня 1944 року біля села відбувся повітряний бій радянського літака Пе(Петляков)-2 з німецькими винищувачами "Мессершмітт". Радянський літак був підбитий і приземлився на аеродромі Сутисок, але загорівся і згорів.Екіпаж загинув. Того ж дня на розвідку вилетіли ще два літаки Пе-2.Один з них був збитий між селами Крвсне та Пирогів Тиврівської громади Вінницького району.Командир літака врятувався.Там в 1983 році були проведені розкопки і встановлений пам'ятник. Ще один такий літак був збитий неподалік села Ворошилівка Гніванської міськради Вінницького району.Екіпаж загинув. В лютому 1944 року патріоти села недалеко від аеродрому ручним кулеметом збили німецький бомбардувальник. Остаточне дійсне визволення краю від окупантів почалося в березні 1944 року. Нацисти готували страшенну пастку для радянських солдат в районі Грижинського лісу по обидві сторони дороги від с. Сутиски і с. Витави. Розвідники 38-ї армії — Ростилов, Клименко, Назаров, Пруднік, на чолі з сержантом Мерквіладзе Д. С. взяли в полон німців та перерізали дроти, катастрофу було уникнуто. 17 березня 1944 року в село ввійшли розвідники 151-ї стрілецької дивізії на чолі з старшим лейтенантом Безугловим Г. Боїв за Сутиски не було, але під час артобстрілу було вбито рядового Арабіна. В боротьбі з нацистами брали участь 627 сутисчан, сотні з яких радянське командування направило на фронт в квітні-травні 1944 року, після звільнення села (в тому числі і мого прадіда Рудишина Івана Федотовича). На полях боїв загинуло більше 200 односельчан, багато з них невідомо де похоронені. На фронтах проявили свою мужність і відвагу три брати Єгоровичі Микола і Володимир — льотчики, Сергій — артилерист. За 248 успішних бойових вильоти, участь в 71 повітряному бою і особисто збитих 22 ворожих літаки Єгоровича Володимира Олексійовича 17 лютого 1945 року було представлено до присвоєння звання Героя Радянського Союзу. Іншими сутисчанами, Героями Радянського Союзу було нагороджено: Захарчука Миколу, Сакіна Олександра, Героя Соціалістичної праці Веселого Івана, Скакуна Миколу солдата Сталінградської битви.
У 1945 році багато сутисчан повернулося з війни і почали відбудовувати його. Вже в 1945 році посіви досягнули довоєнного рівня. В 1950 році колгоспи ім. Леніна та ім. Ворошилова було об'єднано під одною назвою ім. Леніна. Головою колгоспу було обрано Кондратюка П. М. Великою шаною в односельчан користувалися коваль Самохвал Р. П, свинарка Зеленецька Надія Петрівна, комбайнер Омельянов Борис, бригадир тракторної бригади Буга Дмитро Порфирович, ланкові Рудишина Олександра Матвіївна (прабабуся), Свінціцька Ніна Романівна, трактористи Рудишин Іван Федотович (прадід), Оцабера Леонід Федорович. Всі вони нагороджені високими урядовими нагородами. 70-і роки були роками найвищого піднесення сільського господарства селища. В 1977 році Сутисківський колгосп одержав 287 тис. крб.. чистого прибутку при рентабельності 23 %.
Після 1985 року колгоспники, як і всі радянські люди поклали великі надії на Горбачовську перебудову. Проте всі сільськогосподарські підприємства на початку 90-х стали боржниками і банкрутами.
Важливе місце в історії Сутисків післявоєнного періоду займає створення, будівництво і діяльність заводу «Автоелектроапаратура» («АЕА»). Найвищі результати заводу були досягнуті завдяки високому професіоналізму директора заводу Стеценка Володимира Петровича, уродженця Сутисків. На кошти заводу у 1966 році було побудовано Будинок культури на 1100 місць для жителів села. В 1970 році було остаточно закінчено будівельні роботи заводу «АЕА». Сутисківський завод був одним з найвідоміших і найбільших заводів машинного устаткування в СРСР. На ньому працювало близько 3 500 робітників.
Знаменитою подією в історії Сутисків було відкриття у 1956 році планетарної обласної станції аеродром «Сутиски». В 1967 році на базі планетарної станції було відкрито Вінницький авіа спортклуб ДТССАФ. Аеродром «Сутиски» став базовим для проведення навчальних польотів на літаках і планерах. Клуб почав готувати спортсменів: планеристів і парашутистів. За 30 років було підготовлено 200 чоловік для потреб Радянської армії. Першим керівником аеродрому був Галкін Ю. І. Велику увагу в післявоєнний період приділялося розвитку освіти. Рішенням Вінницької обласної Ради у серпні 1958 року дитячий будинок був реорганізований в Сутисківську загальноосвітню школу-інтернат з політехнічним навчанням. Найважливішою культурною подією села стало відкриття 1 вересня 1979 року Сутисківської загальноосвітньої школи I—III степенів ім. Єгоровича. В школі діяло повністю обладнаних 22 навчальних кабінети, 2 навчальні майстерні, актовий і спортивний зал, їдальня і спортивний комплекс. Школа шість років підряд (1983—1989 рр.) утримувала перехідний Червоний прапор РК КПУ за перше місце в соціалістичному змаганні серед шкіл району. Першим директором школи був Рижій С. Д, з 1999 року директором є Дідух М. Б. Також в 1979 році на базі колишньої середньої школи було відкрито Сутисківський міжшкільний навчально-виробничий комбінат (МНВК). Директором комбінату було призначено Атоманенка Ф. О. Тут працювали швейний і токарний цехи. Були створені кабінети: автосправи, тракторної, кулінарної, будівельної, друкарської, торгової справи, були побудовані гаражі, колгосп передав комбайн, 3 вантажні автомобілі та два колісних трактори.
Щодо новітньої історії Сутисків, то селище за цей період значно зросло у матеріальному і культурному рівні. Ще 14 квітня 1972 року село Сутиски за рішенням Вінницького облвиконкому було перейменовано на селище міського типу. Сучасне населення Сутисків становить близько 6 400 чоловік (2 місце в районі). На території селища діють досить потужні підприємства, такі як: ТОВ «VALROM Україна», ТОВ «Газприлад», ГЕС, ВАТ «АК Вінницяобленерго», «АЕА», інкубаційно-птахівнича станція та ін. В Сутисках з 2001 року, діє історичний музей «Слава», першим директором якого був Тамтура А. В. В селищі діє 3 бібліотеки, 1 лікарня, 2 поштових відділення, 2 церкви (Київського та Московського патріархату) і костьол греко-католицької громади, народний ансамбль «Сутисчанка», сутисківська футбольна команда «Авангард» та десятки інших культурних організацій.
Важливою подією в історії Сутисків стало 30 вересня 2006 року, коли відзначалось двоє свят: 455-річчя Сутисків і день машинобудівника. Ці свята стали всенародними.
Сьогодні в період російської агресії на сході України багато сутисчан пішли захищати рідну земля. На жаль двоє з них загинуло, це: Кулібаба-Бухов Віктор та Скиба Олександр. На честь них споруджено меморіальну дошку біля сільської школи, їхні імена навічно закарбовані в пам'яті односельчан.
Сутиски досі є важливим економічним і культурним центром Тиврівщини та одним з наймальовничіших сіл вінницького Поділля.

## Інфраструктура
У Сутисках функціонує колись відомий на весь Радянський Союз завод «Автоелектроапаратура», що забезпечував роботою жителів селища та навколишніх сіл. Зараз виробництво значно скоротилось. Також у селищі є інкубаторна станція, добре розвинений приватний сектор виробництва. На жаль, варвари зруйнували хлібозавод, що колись забезпечував смачним хлібом не тільки сутисчан, але і жителів навколишніх сіл. Також діє гідроелектростанція на р. Південний Буг.
У селищі функціонує загальноосвітня школа, музей селища. У приміщенні музею за радянських часів функціонував машинобудівний технікум.
З житлових будинків більшість — це приватний сектор. Багатоквартирні будинки, а їх у Сутисках 8, побудовані в 70-90 роки заводом для своїх працівників, заввишки у 5 поверхів.
Сутиски з усіх боків оточені лісами, що багаті на гриби та ягоди. Селище майже навпіл розділене річкою Південний Буг. Поруч із селищем багато ставків.
Влітку, та й в інші пори року, коли стоїть гарна погода, Сутиски приваблюють любителів екстремального відпочинку — на місцевому аеродромі за прийнятну плату можна політати на планері, «кукурудзнику», навчитися стрибати з парашутом.

## Пам'ятки
Колишня садиба маєтку графа Дмитра Гейдена, споруджена наприкінці ХІХ ст. Палац не зберігся, лишилися лише неоготичні флігелі. Садиба знаходиться на околиці Сутисків, на теренах колишньої Слободи Сутиської, зі сторони містечка Тиврів.
Довга під'їзна доріжка веде до стилізованої вартової башти. Разом з новими будинками та непродуманою посадкою дерев флігелі приховують колись чітке планування чудового парку. Ділянка під садибу була вибрана напрочуд вдало, адже тут річка Південний Буг зустрічає високі скелі рожевого граніту на лівому березі та круто звертає між лісистими пагорбами. Намагаючись використати головну принаду місця — мальовничість пейзажів, яка відкривається з кручі на дальні хати Сутисків, творці парку підкорили планування алей ландшафту навкруги. Дерева згруповані так, що кожна точка огляду оточена рамкою зелені, неначе жива картина. У 1984 р. Сутиський парк оголошено парком-пам'яткою садово-паркового мистецтва.

## Видатні люди
- Гейден Дмитро Федорович — власник Сутисків із кінця ХІХ ст. до 1917 р., граф, предводитель дворянства Вінницького повіту, очільник Вінницького повітового земства. Відомий громадський діяч Східного Поділля, перший редактор першого часопису Вінниччини, фундатор низки громадських закладів м. Вінниці, серед яких Народний дім (1902 р.) та Пироговська лікарня (1910 р.). Дійсний статський радник, Камергер Двору Його Імператорської Величності.
- Бурко Демид Григорович — учасник бою під Крутами, навчався в Сутисках.

У Сутисках народились:
- Ворона Лариса Миколаївна (* 1951) — освітянка, заслужений працівник освіти України, відмінник освіти та відмінник служби побуту України.
- Голодрига Павло Якович — відомий селекціонер та біолог.
- Єгорович Володимир Олексійович — Герой Радянського Союзу, льотчик-винищувач, командир ескадрильї 402-го винищувального авіаційного полку, що за Другу Світову війну знищив 26 літаків противника, в тому числі в небі над Берліном у квітні 1945 року, коли він на своєму ЯК-9т збив німецький реактивний літак МЕ-262. Крім нього за роки Другої Світової війни це змогли зробити тільки 5 льотчиків. Трагічно загинув 27 квітня 1953 року.
- Завальницький Роман Олександрович — солдат Національної гвардії України, учасник російсько-української війни.
- Кулібаба-Бухов Віктор Анатолійович — солдат Національної гвардії України, учасник російсько-української війни.
- Нарушевич Віктор Володимирович (1937-1993) - український поет, редактор книжкової серії "Морская библиотека" видавництва "Маяк",жив в м.Одеса.
- Скиба Олександр Сергійович (1974-2014) — старший сержант Збройних сил України, учасник російсько-української війни.
- Ворона Лариса Миколаївна (1951-2019) — освітянка, заслужений працівник освіти України, відмінник освіти та відмінник служби побуту України, кавалер ордена княгині Ольги.
- Соколовський Артем Олександрович (1992—2023) — солдат Збройних сил України, учасник російсько-української війни.

## Економіка
У селі розташовується екологічна ферма, де всі відходи відправляють на перероблення. Утворені продукти життєдіяльності через решітки на підлозі та систему підземних комунікацій поступають до біогазової станції, яка переробляє їх на енергію. Частина гною через те саме сполучення потрапляє в закриту лагуну, де перетворюється на натуральне добриво.
Також місцева влада підтриує  розвиток молодих підприємств, діяльність яких сприяє створенню нових робочих місць для членів родини і найближчого оточення. У Вінницькій області знаходиться чимало великих сільськогосподарських підприємств, проте необхідності у людській праці там майже немає через значну механізацію та автоматизацію виробництва. Так у 2018 році у селі була створена ферма з середземноморськими равликами під назвою «Равликова долина».

## Галерея

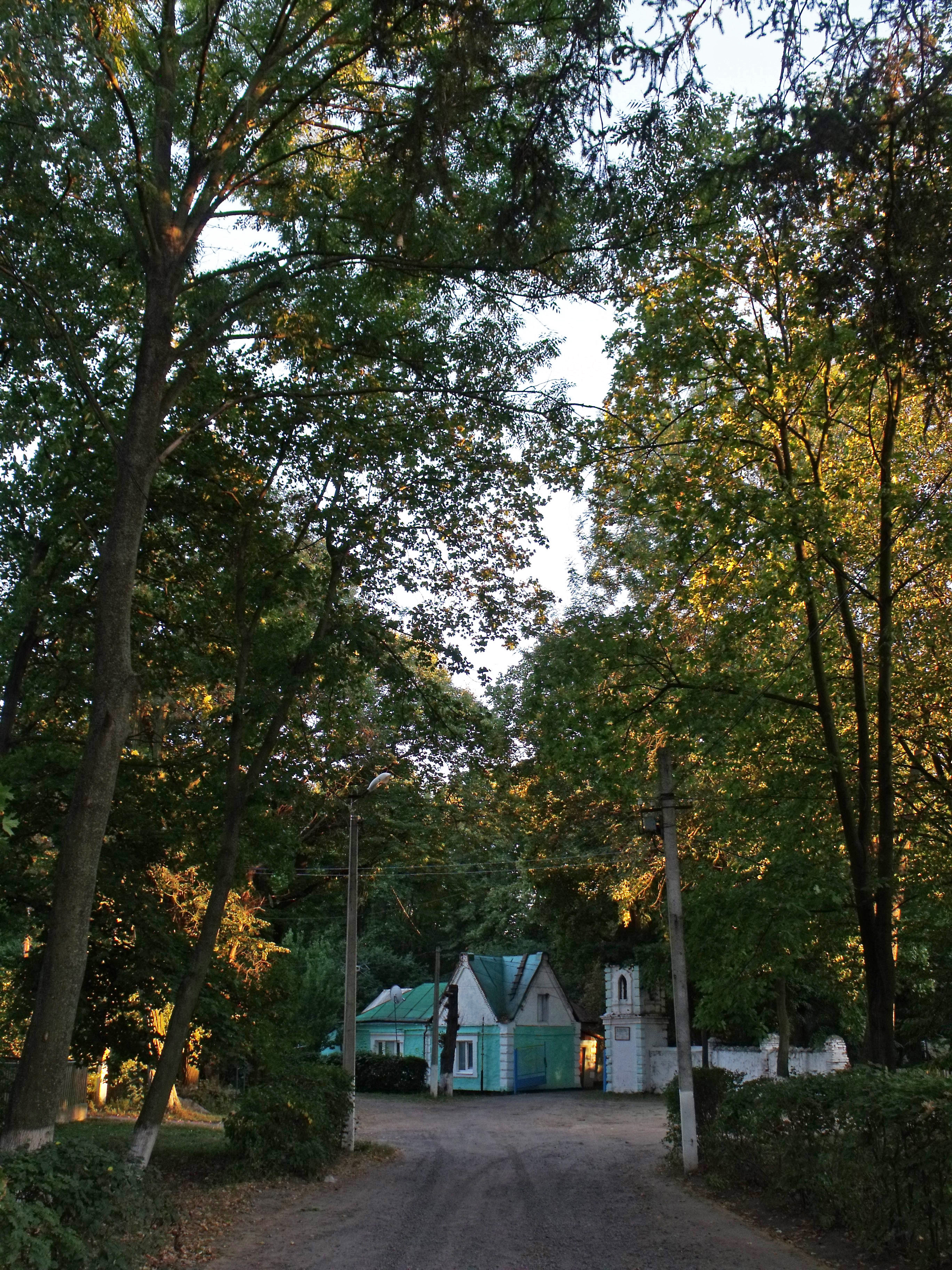
Садиба маєтку графа Д. Ф. Гейдена
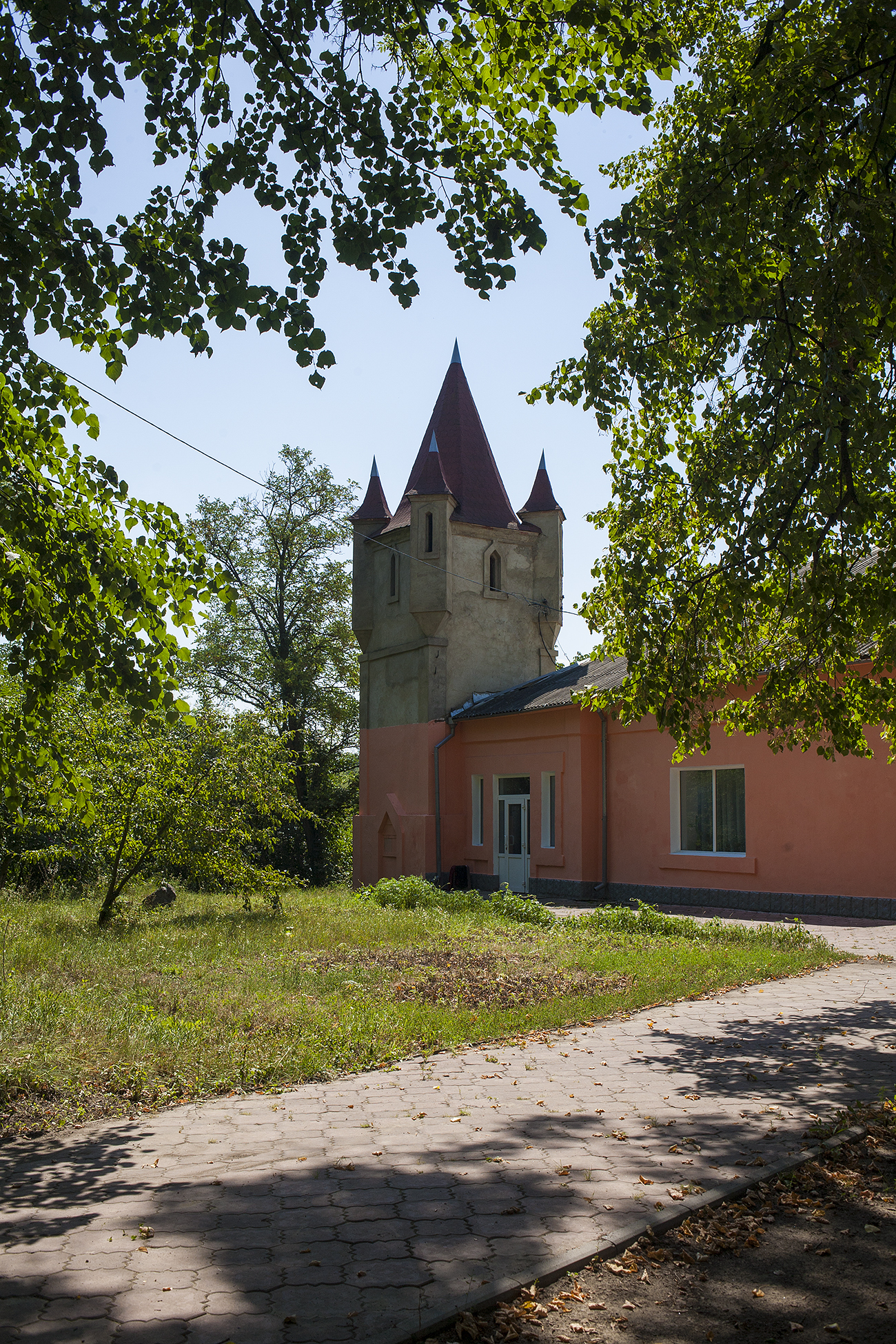
Садиба Гейдена